# سام ريان
سام ريان (بالإنجليزية: Sam Ryan)‏ هي معلقة رياضية ومذيعة أخبار وصحفية أمريكية، ولدت في 5 فبراير 1969 في الولايات المتحدة.